# Eendagsmosschijfje
Het eendagsmosschijfje (Octospora bridei) is een kleine oranje paddenstoel uit de familie Pyronemataceae. Het komt voor in open habitats op verstoorde grond, op akkers na oogst vooral stoppelvelden, langs sloten en leeft mogelijk zwak parasitisch bij bladmossen. Het komt voor bij Ephemerum minutissimum en waarschijnlijk ook Ephemerum serratum en infecteert het persistente protonema van de gastheer, appressoria meestal vrij, bestaande uit 1 tot 3 cellen.

## Kenmerken
De apothecia hebben een diameter van 0,5 tot 1,5 mm. Het hymenium is oranje zonder gedifferentieerde rand. De ascus bevat acht sporen die liggen in een rij (uniseriaat). De ascosporen zijn breed spoelvormig, bijna citroenvormig, hebben ornamentatie bestaande uit geïsoleerde, acutiforme wratten van circa 0,5 µm breed en 1 µm hoog, meestal twee zelden maar één grote oliedruppel, sporenwand met polaire verdikkingen (het beste zichtbaar na oplossen van het ornament met KOH) en meten (21,5-)23-25(-26) × (10,5-)11-12,5(-13) µm.

## Verspreiding
Het eendagsmosschijfje is uiterst zeldzaam in Duitsland en bekend uit Frankrijk. In Nederland komt eveneens uiterst zeldzaam voor.